# Джон Мартин (музикант)
Вижте пояснителната страница за други личности с името Джон Мартин.
Джон Мартин (на английски: John Martyn) е английски певец, китарист, автор на песни.
Той е роден на 11 септември 1948 година в Ню Молдън (днес част от Лондон), в семейство на оперни певци.
Започва професионалната си музикална кариера в средата на 1960-те години и със специфичното си съчетание на блус и фолк елементи бързо се превръща в една от основните фигури в британската фолк музика. От 1970-те години включва в изпълненията си повече джаз елементи.
Джон Мартин умира на 29 януари 2009 година в Килкени.